# هفته‌ای که با مریلین گذراندم
هفته‌ من با مریلین (به انگلیسی: My Week with Marilyn) فیلمی است در ژانر درام، محصول انگلستان که به کارگردانی سایمن کورتیس و نویسندگی آدریان هاجز می‌باشد. بازیگران این فیلم میشل ویلیامز، کنت برانا، ادی ردمین، دوگری اسکات و اما واتسون می‌باشند. این فیلم بر اساس دو کتاب نوشته کالین کلارک می‌باشد.

## موضوع
در تابستان سال ۱۹۵۶، کالین کلارک به عنوان یک دستیار بر روی پروژه‌ای با نام شاهزاده و مانکن با بازی لارنس الیویه و مریلین مونرو کار می‌کند.

## داستان
پس از دانش‌آموختگی از کالج کرایست‌چرچ، آکسفورد در سال ۱۹۵۶، کالین کلارک که آرزوی فیلم‌ساز شدن دارد، به لندن می‌رود تا در پروژهٔ بعدی لارنس الیویه شغلی پیدا کند. مدیر تولید، هیو پرسیوال، به کالین می‌گوید که شغلی موجود نیست، اما کالین تصمیم می‌گیرد منتظر الیویه بماند، چرا که او را یک‌بار در مهمانی دیده بوده. الیویه و همسرش، ویوین لی، سرانجام می‌رسند و ویوین، الیویه را تشویق می‌کند که به کالین شغلی در فیلم جدیدش، شاهزاده و دختر نمایش با بازی مرلین مونرو، بدهد. نخستین وظیفهٔ کالین پیدا کردن اقامتگاهی مناسب برای مرلین و همسرش، آرتور میلر (نمایشنامه‌نویس برجسته)، در دوران اقامتشان در انگلستان است. رسانه‌ها مکان اقامت را کشف می‌کنند، اما کالین فاش می‌کند که خانهٔ دومی هم از پیش تهیه کرده بوده و با این کار، الیویه و آرتور پی. جیکوبز (مسئول روابط عمومی مرلین) را تحت تأثیر قرار می‌دهد.
پاپاراتزی‌ها از زمان ورود مرلین به فرودگاه هیترو باخبر می‌شوند و هنگام فرود هواپیما گرد آن جمع می‌شوند. مرلین همراه آرتور، شریک تجاری‌اش میلتون اچ. گرین، و مربی بازیگری‌اش، پائولا استراسبرگ وارد می‌شود. مرلین ابتدا از انبوه عکاسان ناراحت است، اما در نشست خبری آرام می‌شود. الیویه وقتی مرلین برای خوانش فیلمنامه دیر می‌رسد، عصبانی می‌شود. مرلین اصرار دارد پائولا کنار او بنشیند و وقتی در حفظ دیالوگ‌ها مشکل دارد، پائولا آن‌ها را برایش می‌خواند. عوامل و بازیگران دیگر، از جمله سیبل تورندایک، از مرلین شگفت‌زده‌اند. کالین با لوسی، دستیار لباس، آشنا می‌شود و از او خوشش می‌آید؛ آن دو با هم قرار می‌گذارند. مرلین شروع می‌کند به دیر آمدن سر صحنه و اغلب دیالوگ‌هایش را فراموش می‌کند، که باعث خشم الیویه می‌شود. بااین‌حال، سیبل از مرلین دفاع می‌کند و از او تعریف می‌کند، وقتی که الیویه از مرلین می‌خواهد بابت تأخیر عذرخواهی کند.
مرلین در درک شخصیت خود دچار مشکل است و پس از اینکه الیویه به او توهین می‌کند، صحنه را ترک می‌کند. کالین از الیویه می‌خواهد با مرلین همدلی بیشتری نشان دهد، سپس به خانهٔ پارکساید می‌رود تا حال مرلین را بپرسد. او صدای مشاجره می‌شنود و مرلین را گریان، نشسته بر پله‌ها و در حال خواندن دفترچهٔ یادداشت آرتور می‌بیند؛ در آن یادداشت، طرح نمایشی آمده که به‌نظر می‌رسد آرتور در آن مرلین را به سخره گرفته است. آرتور بعدتر به آمریکا بازمی‌گردد. ویوین به صحنهٔ فیلم‌برداری می‌آید و چند صحنه از بازی مرلین را می‌بیند، سپس با همسرش مشاجره می‌کند. او با ناراحتی می‌گوید که مرلین پردهٔ سینما را روشن می‌کند و آرزو دارد که الیویه می‌توانست خودش را موقع تماشای مرلین ببیند. الیویه می‌کوشد همسرش را آرام کند، اما موفق نمی‌شود. پس از رفتن آرتور، مرلین دیگر به صحنه نمی‌آید و از کالین می‌خواهد به پارکساید بیاید. آن دو با هم صحبت می‌کنند. هنگام فیلم‌برداری صحنه‌ای از رقص مرلین، عوامل فیلم شیفتهٔ او می‌شوند. در همین هنگام، میلتون کالین را کنار می‌کشد و به او هشدار می‌دهد که مرلین دل می‌شکند و دل او را هم خواهد شکست. لوسی نیز متوجه دلبستگی روزافزون کالین به مرلین می‌شود و رابطه‌شان را قطع می‌کند.
کالین و مرلین یک روز را با هم می‌گذرانند و اوون مورزهد آن‌ها را در کتابخانهٔ قلعه ویندزور می‌گرداند. کالین همچنین مرلین را در کالج ایتن می‌گرداند و آن دو در رود تیمز برهنه شنا می‌کنند. مرلین کالین را می‌بوسد و راجر اسمیت، محافظ مرلین، آن‌ها را پیدا می‌کند. یک شب، کالین را به پارکساید فرامی‌خوانند چون مرلین خود را در اتاق حبس کرده است. کالین وارد اتاق می‌شود و مرلین از او می‌خواهد کنار او روی تخت دراز بکشد. شب بعد، مرلین از درد بیدار می‌شود و می‌گوید که دارد سقط می‌کند. پزشک به بالین او می‌آید. مرلین به کالین می‌گوید که آرتور در راه بازگشت است و او می‌خواهد تلاش کند که همسر خوبی برایش باشد؛ بنابراین، بهتر است او و کالین همه‌چیز را فراموش کنند. مرلین سپس برای اتمام فیلم به صحنه بازمی‌گردد. الیویه از مرلین تمجید می‌کند اما اذعان می‌کند که او میلش را به کارگردانی از بین برده است. لوسی از کالین می‌پرسد که آیا مرلین دلش را شکسته و او پاسخ می‌دهد: «کمی». لوسی می‌گوید که به این نیاز داشته. مرلین به میخانه‌ای محلی می‌آید که کالین در آن اقامت دارد و از او بابت کمک‌هایش تشکر می‌کند. او کالین را می‌بوسد و راجر او را به فرودگاه می‌برد.

## بازیگران
- میشل ویلیامز درنقش مریلین مونرو
- کنت برانا درنقش سر لارنس الیویه
- ادی ردمین درنقش کالین کلارک
- جودی دنچ درنقش سیبل تورندایک
- اما واتسون درنقش لوسی
- دوگری اسکات درنقش آرتور میلر
- دومینیک کوپر درنقش میلتن اچ گرین
- جولیا اورموند درنقش ویوین لی
- درک جاکوبی درنقش سر اوون مورس‌هد
- توبی جونز در نقش آرتور پی. جیکوبس
- زوئی وانامیکر درنقش پائولا استراسبرگ
- فیلیپ جکسون درنقش راجر اسمیت
- سایمون راسل بیل درنقش ادمیرال کوتس پریتی
- مایکل کیچن در نقش هیو پرسیوال